# Bank CA St. Gallen
Die Bank CA St. Gallen AG mit Sitz in St. Gallen und Filialen in St. Gallen-Winkeln und Wittenbach war eine in der Region St. Gallen verankerte, 1854 gegründete selbständige Schweizer Regionalbank. Ihr Tätigkeitsgebiet lag traditionell im Retail Banking, im Hypothekargeschäft, im Private Banking und im Bankgeschäft mit kleinen und mittleren Unternehmen. Sie beschäftigte 81 Mitarbeiter und hatte per Ende 2009 eine Bilanzsumme von 1,821 Milliarden Schweizer Franken. Die verwalteten Kundenvermögen beliefen sich auf 4,652 Milliarden Franken (2009). Das Unternehmen war an der Schweizer Börse SIX Swiss Exchange kotiert. 
Per 31. Dezember 2009 hatte sich die Bank aus dem RBA-Verbund gelöst und sich dem Banken-Kooperationsnetzwerk ESPRIT angeschlossen. Per 26. September 2011 fusionierten die Bank CA St. Gallen und die swissregiobank zur acrevis Bank. Die Marke Bank CA St. Gallen wird nicht mehr verwendet.